# Рукав Киселиха
Рукав Киселихи — річка в Україні, у Охтирському районі Сумської області. Ліва притока Ворскли (басейн Дніпра).

## Опис
Довжина річки 16 км., похил річки — 0,13 м/км. Площа басейну 217 км².

## Розташування
Бере початок на південному заході від села Михайленкове. Тече переважно на південний захід понад Хухра і на північному заході від Лутище впадає у річку Ворсклу, ліву притоку Дніпра.